# Mueang Buriram (huyện)
Mueang Buriram (tiếng Thái: เมืองบุรีรัมย์) là huyện thủ phủ (Amphoe Mueang) thuộc tỉnh Buriram, đông bắc Thái Lan.

## Địa lý
Các huyện giáp ranh (từ phía nam theo chiều kim đồng hồ) là Prakhon Chai, Nang Rong, Chamni, Lam Plai Mat, Khu Mueang, Ban Dan, Huai Rat và Krasang của tỉnh Buriram.

## Hành chính
Huyện này được chia thành 19 phó huyện (tambon), các đơn vị này lại được chia thành 320 làng (muban). Thị xã (thesaban mueang) Buriram nằm trên lãnh thổ toàn bộ  tambon  Nai Mueang. Có 18 tổ chức hành chính tambon (TAO).
| Số TT | Tên          | Tên tiếng Thái | Số làng | Dân số |  |
| ----- | ------------ | -------------- | ------- | ------ |  |
| 1.    | Nai Mueang   | ในเมือง         | -       | 28.333 |  |
| 2.    | Isan         | อิสาณ           | 18      | 14.637 |  |
| 3.    | Samet        | เสม็ด           | 18      | 16.979 |  |
| 4.    | Ban Bua      | บ้านบัว          | 18      | 9.743  |  |
| 5.    | Sakae Phrong | สะแกโพรง       | 26      | 12.675 |  |
| 6.    | Sawai Chik   | สวายจีก         | 19      | 11.550 |  |
| 8.    | Ban Yang     | บ้านยาง         | 19      | 12.846 |  |
| 12.   | Phra Khru    | พระครู          | 13      | 6.709  |  |
| 13.   | Thalung Lek  | ถลุงเหล็ก        | 16      | 5.706  |  |
| 14.   | Nong Tat     | หนองตาด        | 22      | 10.634 |  |
| 17.   | Lumpuk       | ลุมปุ๊ก           | 19      | 8.015  |  |
| 18.   | Song Hong    | สองห้อง         | 16      | 6.988  |  |
| 19.   | Bua Thong    | บัวทอง          | 15      | 6.470  |  |
| 20.   | Chum Het     | ชุมเห็ด          | 22      | 17.854 |  |
| 22.   | Lak Khet     | หลักเขต         | 14      | 6.463  |  |
| 25.   | Sakae Sam    | สะแกซำ         | 17      | 10.052 |  |
| 26.   | Kalantha     | กลันทา          | 13      | 7.007  |  |
| 27.   | Krasang      | กระสัง          | 19      | 7.009  |  |
| 28.   | Mueang Fang  | เมืองฝาง        | 16      | 7.579  |  |

Các con số mất là các tambo nay thuộc huyện Ban Dan và Huai Rat.